# Кафе Плоть
Кафе Плоть (англ. Café Flesh) — пост-апокаліптичний культовий порнографічний науково-фантастичний фільм 1982 року, розроблений і знятий Стівеном Саядіаном (під псевдонімом «Рінс Дрім») і написаний у співавторстві з Саядіаном і Джеррі Шталем (в титрах — «Герберт В. Дей»). Музику створив і спродюсував відомий музичний продюсер Мітчелл Фрум (і пізніше з'явилася в його альбомі Key of Cool).
Два продовження, «Кафе Плоть 2» і «Кафе Плоть 3», були випущені в 1997 і 2003 роках, без участі оригінальних творців. Продовження були написані та режисером Антоніо Пассоліні і не мали такого ж ступеня популярності та культової привабливості, як перший фільм.

## Сюжет
Після ядерного апокаліпсису 99 % тих, хто вижив, є секс-негативами — якщо намагаються займатися сексом, вони починають жорстоко хворіти. Меншість секс-позитивів змушена брати участь у плотському театрі для розваги негативів у кафе «Плоть». Всі в захваті від приїзду до клубу знаменитого позитива Джонні Ріко, а одна з негативних жінок починає сумніватися у своїй негативності, оскільки вони з хлопцем все більше віддаляються одне від одного.

## Історія
На початку 1970-х порнографічна кіноіндустрія набула популярності завдяки успіху таких фільмів, як «За зеленими дверима» та «Глибока глотка». У цей період було багато спроб створити художню порнографію, в тому числі «Диявол у міс Джонс». Були також непорнографічні фільми з жорстким сексом, такі як «Я допитлива — фільм у жовтому» і «Імперія почуттів». На початку 1980-х технологія домашнього відео змінила порноіндустрію, і порнотеатри ставали менш успішними.
У 1982 році вийшов фільм «Кафе Плоть», який змішав секс, сатиру та авангардний театр. Фільм був створений та написаний у співавторстві зі Стівеном Саядіаном під псевдонімом «Рінс Дрім» та журналістом Джеррі Шталем під псевдонімом «Герберт В. Дей». Саядян і Шталь зняли фільм у двох окремих частинах, використовуючи непорнографічні елементи фільму для залучення фінансистів.
Двоє акторів, задіяних у цьому фільмі, продовжили помітну роботу в мейнстрімових постановках. Виконавиця головної ролі Мішель Бауер, яка використовує в цьому фільмі ім'я Піа Сноу, стала плідною актрисою фільму B. Річард Белцер, відомий комік того часу, який згодом став відомим своєю роллю Джона Мунка у фільмах «Вбивство: Життя на вулиці» та «Закон і порядок: Спеціальний корпус», з'являється як глядач, але не з'являється в жодному з сексуальних сцен фільму.
В інтерв'ю 2024 року Саядян сказав, що «Кафе Плоть» було знято за 10 днів із бюджетом у 90 000 доларів. За словами Саядяна, деякі відхилені ідеї для закінчення включали те, що персонаж Ніка відрубав собі пеніс під час вистави або повісився (Насправді фільм закінчується раптово, але менш драматично, коли Ніка виводять із кафе в ошелешеному стані).
Під час інтерв'ю для подкасту 2022 року фахівець зі збереження фільмів Деніел Берд (який працював над реставрацією «Доктора Калігарі» Саядіана у 2021 році) сказав, що він також працюватиме з Саядіаном, щоб відновити «Кафе Плоть». 17 жовтня 2024 року Mondo Macabro оголосив про нову реставрацію 4K Cafe Flesh. Очікувана дата випуску вказана на сторінці продукту як січень 2025 року.

## Критика
Вчений Бредфорд К. Мадж сказав про «Кафе Плоть», що воно, «Як і всяка велика сатира, … стоїть у пародійній опозиції до тих самих загальних форм, з яких вона розвинулася. Його блиск є результатом роздвоєного бачення: він драматизує одночасно смерть порнографії та її тривожне воскресіння як самої культури. Таким чином, фільм знаменує момент — історично довільний, щоб бути впевненим, — коли „порнографія“ нарешті здатна до критичної саморефлексії, здатна бачити власну „уяву“ як відмінну від своїх естетичних попередників і ширшого культурного середовища, але невід'ємну від них».
Джейкоб Сміт зазначив, що «стилістичний вибір Саядіана щодо перформансу — значною мірою прагматична відповідь на логістичні імперативи виробництва порно — зрештою сформував естетику, яка йшла паралельно з панк-субкультурою, що мала несентиментальний, виснажений погляд на секс і відкидала контркультурне твердження 1960-х років про визвольний потенціал вільного кохання. „Кафе Плоть“ пропонує метафоричне зображення зміни сексуальних звичаїв в епоху Рейгана, коли СНІД, панк і консервативна культурна реакція вбивали кілок у серце ідеалів вільного кохання контркультури».
Автор еротики Гапакс Легоменон зазначає, що «Кафе Плоть» містить теми, які зазвичай були табу у порнофільмах 1980-х років (насильство, сімейні структури та правила, безсилля, хвороба та мораль). Він написав, що у фільмі залишається неоднозначним питання про те, чи була головна героїня (Лана) завжди таємно секс-позитивною, чи вона якимось чином перетворилася на секс-позитивну, переглядаючи останню сцену сексу з Джонні Ріко.

## Нагороди
У 1984 році «Кафе Плоть» отримав нагороду AVN за найкращу режисуру фільму та був включений до Зали слави XRCO. «Кафе Плоть 2» виграв нагороду XRCO 1998 року за найкраще відео та нагороду AVN 1999 року за найкраще повнометражне відео та найкращі спецефекти.